# Thabena literosa
Thabena literosa är en insektsart som först beskrevs av Walker 1857.  Thabena literosa ingår i släktet Thabena och familjen sköldstritar. Inga underarter finns listade i Catalogue of Life.